# سكوتر متحرك

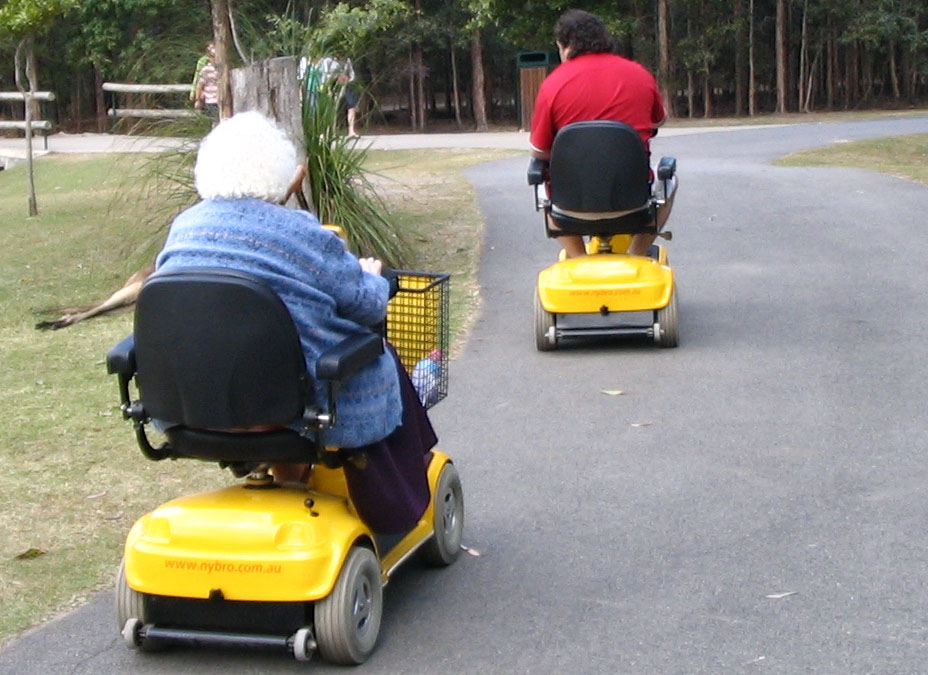
شخصان يستخدمان سكوتر المتنقل

سكوتر متحرك هو وسيلة نقل شخصية كهربائية تُستخدم كوسيلة مساعدة على الحركة للأشخاص ذوي الإعاقات الجسدية وغالبًا ما تكون مساعدة للكراسي المتحركة الكهربائية ولكنها مصممة كموتور سكوتر. فعند تزويدها بمحرك تعمل كأجهزة تنقل دقيقة ويُشار إليها عادةً باسم مركبة/سكوتر كهربائي أو سكوتر كهربائي. أما سكوتر التنقل غير الآلي فهو أقل شيوعًا ولكنه مخصص لحوالي 60% من مستخدمي الكراسي المتحركة الذين يستخدمون أرجلهم. في حين يُعتقد عادةً أن مشاكل الساق هي سبب استخدام السكوتر إلا أن هذه المركبات يستخدمها الأشخاص الذين يعانون من مجموعة واسعة من الحالات من إصابات العمود الفقري إلى الاضطرابات العصبية.
تختلف دراجات السكوتر المتحركة عن الكراسي المتحركة الكهربائية في أنها عادةً ما تكون أرخص وأسهل في الحركة على الأراضي غير المستوية وأكثر قابلية للتخصيص. صُممت هذه الدراجات للأشخاص الذين يعانون من صعوبة في المشي أو التنقل لكنهم لا يحتاجون دائمًا إلى كرسي متحرك كهربائي. كما يستخدمها الأشخاص الذين يحتاجون إلى كرسي كهربائي لمسافات متوسطة أو الوقوف لفترات طويلة أو من لا يُسمح لهم بقيادة السيارات لأسباب طبية.

## التاريخ
طُرحت أول مركبة تُشبه إلى حد ما سكوتر التنقل عام 1954 وسوّقتها شركة سيرز على أنها كرسي متحرك كهربائي. حيث تميّزت بمقعد كبير وسعة بطارية كبيرة جدًا وتصميم ثلاثي العجلات. إلا أن شكل المقعد كان يُشبه مقعد الدراجة النارية ولم يُوفّر أي دعم للظهر مما جعله غير مناسب للأشخاص ذوي الإعاقة الذين يُعانون من حالات شائعة مثل اضطرابات العضلات الهيكلية أو التعب. فلم يُحقق نجاحًا تجاريًا.

## الوصف
يحتوي سكوتر التنقل على مقعد فوق ثلاث أو أربع عجلات أو أكثر وأحيانًا منطقة مسطحة أو ألواح قدم للقدمين ومقود أو ترتيب توجيه على شكل دلتا في الأمام لتدوير العجلات القابلة للتوجيه. وقد يدور المقعد للسماح بالوصول عندما يكون الجزء الأمامي مسدودًا بالمقود. تعمل سكوتر التنقل عادةً بالبطارية. تخزن بطارية أو اثنتين على متن السكوتر وتشحن عبر وحدة شاحن بطارية مدمجة أو منفصلة عن الطاقة الكهربائية القياسية. وقد تتوفر أيضًا سكوترات تعمل بالبنزين في بعض البلدان مع استبدالها بسرعة بالنماذج الكهربائية. يدفع المستخدم السكوتر الذي يعمل بالطاقة بواسطة رافعة تُستخدم في حركة التجديف بالدفع والسحب لتوفير التمرين والتنقل في نفس الوقت.
ذراع التوجيه المزود بتوجيه أمامي/خلفي وأدوات تحكم في السرعة هو عمود التوجيه المركزي في مقدمة السكوتر. وقد يحتوي ذراع التوجيه على ميزات أخرى أيضًا مثل محدد السرعة وأدوات تحكم في الإضاءة (للاستخدام الليلي)،وإشارات الانعطاف. وغالبًا ما يتضمن مؤشر استهلاك البطارية. كما يمكن التحكم في التوجيه الأمامي/الخلفي باستخدام مجاديف الإبهام أو أدوات التحكم بالأصابع أو المفتاح. يوجد نوعان من السكوتر المتحرك: الدفع الأمامي (أف دي) أو الدفع الخلفي (آر دي). عادةً ما يكون الدفع الأمامي جهازًا أصغر حجمًا ويُفضل استخدامه في الأماكن المغلقة. إن الحد الأدنى لوزن الراكب 77 كـغ (170 رطل) ويصل عمومًا إلى 440 كـغ (980 رطل) كحد أقصى. كما يُستخدم نظام الدفع الخلفي في الداخل والخارج مع قدرة تحمل وزن راكب تبلغ 160 كـغ (350 رطل). حيث يمكن للدفع الخلفي عالي التحمل أن يحمل ما يصل إلى 230 كـغ (500 رطل) ويختلف باختلاف الشركة المصنعة.
تتوفر الدراجات البخارية المتحركة بأنواع مختلفة:
- سكوترات يدوية صغيرة وخفيفة الوزن تعمل بالطاقة الذاتية بدون بطارية أو محرك تدفعها ذراع مركزي (سي أل دي) في حركة تجديف دفع وسحب لتوفير القدرة على الحركة والتمرين في آنٍ واحد. وبعض الطُرز تبدو كدراجات ثلاثية العجلات كبيرة بدون دواسات حيث يستطيع حوالي 60% من مستخدمي الكراسي المتحركة الذين يستخدمون أرجلهم قليلاً على الأقل دفعها ذاتيًا مع تحفيز العضلات وممارسة التمارين الرياضية.[2]
- سكوترات صغيرة وخفيفة للسفر قابلة للطي أو يمكن تفكيكها بسهولة إلى أجزاء أصغر للنقل.
- سكوترات كبيرة وثقيلة للتضاريس الخارجية الوعرة.
- سكوترات متوسطة المدى ومخصصة للاستخدام الداخلي والخارجي.
- بطيئة وثابتة تستخدم للتسوق في المتاجر والأماكن الأخرى.

عادةً ما تكون سرعة السكوتر متوسطة المدى حوالي 8 إلى 11 كم/س (5 إلى 7 ميل/س) عادةً ما تحتوي الدراجات البخارية المتحركة على مقعد يتراوح ارتفاعه بين 40 و 50 سـم (16 و 20 بوصة). ولكن العديد منها يحتوي على خيارات مقاعد مختلفة متاحة أثناء الشراء.

## المزايا
توفر السكوترات الكهربائية المساعدة والصغيرة الحجم مزايا مهمة للأشخاص الذين يعانون من صعوبات في الحركة حول العالم. فهي مفيدة للأشخاص الذين يفتقرون إلى القدرة على التحمل أو مرونة الذراعين والكتفين اللازمة لاستخدام الكرسي المتحرك اليدوي. كما أن تدوير مقعد السكوتر الكهربائي أسهل عمومًا من تحريك دعامات القدم في معظم الكراسي المتحركة التقليدية. كما أنها مفيدة جدًا للأشخاص الذين يعانون من حالات إعاقة جهازية أو شاملة (مثل مشاكل في القلب أو الرئة والتصلب اللويحي ومتلازمة إهلرز دانلوس وبعض أشكال التهاب المفاصل والسمنة وغيرها) والذين ما زالوا قادرين على الوقوف والمشي بضع خطوات والجلوس منتصبًا دون دعم الجذع والتحكم في ذراع التوجيه.
من أهم مزايا سكوتر التنقل لدى العديد من المستخدمين قدرته (قليلاً) على عبور الأرصفة سيئة التصميم مع قدرته على حمل الأمتعة كالتسوق - دون الحاجة إلى تكاليف أو متطلبات ترخيص سيارة. إذ يقول بعض الناس إنهم يفضلون سكوتر التنقل لأنه أقل عرضة للتمييز من ذوي الاحتياجات الخاصة. وترجع مزايا سكوتر التنقل في المسافات المتوسطة مقارنةً بالكراسي الكهربائية إلى عجلاته الأكبر ومحركاته الكبيرة وأنظمة التعليق مما يمنحه القدرة على التعامل بوجه أفضل مع الأرصفة غير المستوية والتلال شديدة الانحدار. لذلك يمكن استخدام سكوتر التنقل كبديل للسيارة داخل المدن وخارجها، بطرق لا تستطيع الكراسي الكهربائية تحقيقها (باستثناء الكراسي المزودة بملحقات عجلات كهربائية سميكة). لا تُعد سكوتر التنقل بديلاً عن الكراسي المتحركة بل إنها تتحرك بسهولة على الأراضي الوعرة التي يصعب على الكراسي الكهربائية الوصول إليها. وعلى العكس من ذلك تتمتع الكراسي الكهربائية بمزايا تتفوق على معظم أنواع السكوتر عندما يتعلق الأمر بالاندماج في أنظمة النقل العام التي يسهل الوصول إليها. ويمكن أن تكون أسعار السكوتر أقل من الكراسي الكهربائية.
حديثاً دأب المصنعون على تعديل مظهر السكوتر لجذب المستخدمين. فتوجد الآن سكوترات متحركة تبدو كسيارات قصيرة ورفيعة وصغيرة وأخرى تشبه الدراجات النارية إلى حد كبير. وهذا يوضح الوصمة التي يحملها مستخدمو السكوتر المتحرك وضرورة أن تتحمل جميع المركبات جميع الظروف الجوية وهو أمر لا يزال يُمثل مشكلة للعديد من مركبات ذوي الاحتياجات الخاصة.

## أنواع سكوتر التنقل
عندما يتعلق الأمر بدراجات السكوتر المتحركة تصنف عادةً إلى الفئات التالية:
- تتميز دراجات السكوتر المتحركة ثلاثية العجلات بخفة وزنها ونطاق دورانها الواسع. وهي مصممة للركاب الذين يتنقلون على أسطح مستوية كالمنازل أو للتسوق. وتُعد هذه الدراجات عادةً الخيار الأرخص.
- تتميز دراجات السكوتر المتحركة رباعية العجلات بثبات أكبر من الدراجات البخارية المتحركة ثلاثية العجلات ويمكن طيها أو استخدامها للسفر أو للاستخدام الشاق. عادةً ما تكون أغلى من دراجات السكوتر المتحركة ثلاثية العجلات لكنها تتميز بثبات أفضل وعمر بطارية أطول وسعة تحمل أكبر.
- تُطوى دراجات السكوتر المتنقلة القابلة للطي/السفر لسهولة النقل. وهي عادةً خفيفة الوزن وصغيرة الحجم. ولا تتحمل أوزانًا كبيرة ولا تسمح بصعود التلال شديدة الانحدار ولكنها مثالية للركاب كثيري الحركة.
- سكوتر متحرك عالي التحمل. يتميز هذا السكوتر بحجمه الكبير وراحته العالية. كما أنه يتحمل الطرق غير المستوية (مثل الأرصفة العادية) والرحلات التي تندر فيها الأرصفة المنخفضة (مثل معظم الأماكن). كما أنه قادر على صعود التلال شديدة الانحدار والطرق الوعرة وبطاريته تدوم لفترة أطول مما يسمح برحلات أطول. مع ذلك لا يمكن استخدامه في وسائل النقل العام أو داخل معظم المتاجر (باستثناء المستودعات). ويمكنه استيعاب ركاب يزيد وزنهم عن 140 كـغ (300 رطل)

## القيود
في حين أن سكوتر التنقل يُغني عن الكثير من مشاكل القوة اليدوية التي تُعاني منها الكراسي المتحركة غير الكهربائية، إلا أن آلية توجيهه تتطلب وضعية مستقيمة وقوة في الكتفين واليدين وقدرًا من الحركة والقوة في الجزء العلوي من الجسم مع أن ذراع التوجيه دلتا يُخفف هذه القيود إلى حد ما. قد يكون جهاز التحكم المُثبت على مسند الذراع وهو النموذجي في تصميمات الكراسي الكهربائية أكثر ملاءمةً للعديد من المستخدمين. كما أن خيارات دعم الجسم في السكوتر أقل مثل مساند الرأس أو الأرجل. ونادرًا ما تُصمم لسهولة نقل المريض من المقعد إلى السرير.
تشمل العيوب الأخرى طولها الطويل مما يحد من نصف قطر دورانها وقدرتها على استخدام بعض المصاعد أو تقنيات الوصول المخصصة للكراسي المتحركة مثل مصاعد الحافلات التي تسمح بالركوع. كما قد يُصعّب هذا الطول الوصول إلى أزرار فتح الأبواب أو مقابضها. فبعض دراجات السكوتر المتحركة منخفضة الارتفاع عن الأرض مما قد يُصعّب تجاوز بعض العوائق مثل التنقل في المدن دون وجود حواف رصيف مناسبة (أي حواف منخفضة). كما قد يُشكّل التنقل في الأماكن الضيقة سواءً في المنزل أو الأماكن العامة والمباني مشكلة.
في حين أن المباني العامة الجديدة عادةً ما تُصمم بتجهيزات لتسهيل الوصول على الأقل في أمريكا الشمالية إلا أن طولها الأطول ونصف قطر دورانها الأوسع قد يُصعّب استخدامها. وتتفاقم هذه المشكلة في المباني القديمة التي ربما اضطرت إلى تقديم تنازلات في تركيب وسائل مساعدة على الوصول. على سبيل المثال قد يكون المصعد مناسبًا للكراسي المتحركة ولكنه قصير جدًا بالنسبة لدراجة سكوتر التنقل. وقد تكون الممرات ضيقة جدًا بحيث لا تسمح بالانعطاف بزاوية قائمة. أو قد يُعيق جدار "الخصوصية" في معظم دورات المياه الدخول مما يمنع السكوتر من المناورة حوله. مع ذلك لا تتمتع دراجات سكوتر التنقل بإمكانية نقل المرضى لاستخدامها داخل دورات المياه على أي حال.
قد يكون الحد الأدنى للوزن والقيود المفروضة عليه سببًا للقلق أيضًا حيث يبلغ الحد الأدنى لمتطلبات الوزن 77 كـغ (170 رطل) والحد الأقصى بين 110 و 180 كـغ (250 و 400 رطل) حسب الماركة.
قد تمنع هذه القيود بعض الأشخاص ذوي الإعاقة من استخدام السكوتر. إضافةً إلى ذلك قد تختلف قيود السكوتر باختلاف الطراز والشركة المصنعة. حيث لا ينطبق تقييد أحد الطرازات بالضرورة على جميع الطرازات. وقد تؤثر الاحتياجات الفردية على ملاءمة طراز معين. بصفة عامة تتميز السكوتر ذات الأربع عجلات بنصف قطر دوران أكبر من السكوتر ذات الثلاث عجلات. وبوجه خاص ينبغي على المشتري مقارنة الطول والعرض ونصف قطر الدوران والفسحة الفارغة الأرضية لضمان توافق السكوتر مع معظم العوائق الشائعة في بيئة المستخدم.
حاليًا في الولايات المتحدة لا يوافق برنامج الرعاية الطبية (ميديكير) على استخدام كرسي متحرك كهربائي للأشخاص الذين لا يحتاجون لاستخدامه "داخل منازلهم" حتى لو كانت احتياجاتهم الطبية تُقيّد استخدام سكوتر التنقل. فعلى سبيل المثال قد لا يكون الشخص المصاب بالتهاب مفاصل حاد في الكتفين واليدين هو الخيار الأمثل لاستخدام السكوتر ولكن نظرًا لقدرته على المشي بضع خطوات في منزله لا يُعتبر هؤلاء الأشخاص مرشحين معتمدين لاستخدام الكرسي المتحرك الكهربائي. تُطالب منظمات حقوق ذوي الإعاقة المختلفة برنامج الرعاية الطبية بتغيير هذه السياسة. أما من يستوفي شروط برنامج الرعاية الطبية فيمكنهم استرداد ما يصل إلى 80% من قيمة السكوتر المسموح بها في برنامج الرعاية الطبية.
تُطبق هذه القيود أيضًا في بعض المقاطعات الكندية على الأقل. على سبيل المثال لكي يكون المستخدم مؤهلًا للحصول على تمويل جزئي من برنامج أونتاريو للأجهزة المساعدة يجب أن يحتاج إلى السكوتر لاستخدامه في منزله. فالسكوتر كبير الحجم جدًا بحيث لا يمكن استخدامه داخل منزل عادي.
توجد قيود مماثلة على توفير الكراسي المتحركة الكهربائية في المملكة المتحدة لهيئة الخدمات الصحية الوطنية، إذ تُوصف الكراسي المتحركة اليدوية فقط للمستخدمين الذين لا يستطيعون المشي لمسافات طويلة. وهي غير متاحة للأشخاص الذين يستطيعون المشي ببطء أو المشي لمسافة قصيرة حتى لو اقتصرت هذه القدرة على بضع خطوات مؤلمة. وهذا يعني أن الأشخاص الذين يُصابون بالإعاقة لا يستطيعون الخروج من المنزل ولا يستطيعون شراء الطعام ولا يجدون سبيلاً للعيش. إذ يجب على المرضى الخضوع لعملية تقييم إعاقة مطولة تستغرق حوالي 8 أشهر لمعرفة ما إذا كانوا يستحقون كرسياً متحركاً أو سكوتراً من خلال برنامج إعانة الاستقلال الشخصي. وهذا الخيار غير متاح أيضاً للأشخاص الذين تزيد أعمارهم عن 65 عاماً.
يُزعم أن بعض المستخدمين الذين قد يستفيدون أكثر من الكرسي المتحرك يلجأون إلى شراء سكوتر متحرك من القطاع الخاص كبديل أرخص. مع ذلك لا تتسع هذه السكوتر داخل المنزل وعلى هذا لا يمكن استخدامها كبديل. فخارج المنزل لا تعمل معظم الكراسي المتحركة بوجه جيد على الأراضي غير المستوية. مع ذلك يمكن استخدامها في المدن ذات الطرق المعبدة.

## القضايا القانونية
في المملكة المتحدة تتوفر دراجات السكوتر المتحركة بدعم حكومي ضمن برنامج موتابيليتي ولكن فقط لمن تقل أعمارهم عن 65 عامًا والذين يُعتبرون ذوي "احتياجات حركية عالية" خلال تقييم بيب (مدفوعات الاستقلال الشخصي). لأغراض قانونية وتُصنف هذه الدراجات بموجب لوائح استخدام عربات العاجز على الطرق السريعة لعام 1988 إما كعربات عاجز من الفئة الثانية أو الثالثة. ويجب أن يقتصر عدد عربات دراجات السكوتر من الفئة الثانية على 4 ميل/س (6.4 كم/س) للاستخدام على ممر المشاة فقط بينما يجب أن تقتصر سرعة سكوتر الفئة الثالثة على 8 ميل/س (13 كم/س) للاستخدام على الطرق/الطرق السريعة ولديها 4 ميل/س (6.4 كم/س) إضافية مُحدِّد السرعة للمشاة. لضمان السلامة على الطرق في كلٍّ من المملكة المتحدة والاتحاد الأوروبي ونظرًا لاختلاف السرعة القانونية القصوى (8 ميل/س/13 كم/س للمملكة المتحدة و 26 كم/س/16 ميل/س للاتحاد الأوروبي) تأتي بعض الدراجات البخارية الكهربائية المتحركة مزودة بمفتاح تحديد السرعة. ومع ذلك بينما يمكن لمستخدمي دول الاتحاد الأوروبي تسجيل مركبة يمكنها السير بسرعة 26 كم/س (16 ميل/س) في بلدهم لن يتمكن مستخدمو سكوتر التنقل في المملكة المتحدة من القيام بذلك خصوصاً إذا كانت السيارة قادرة بأي شكل من الأشكال على الوصول إلى سرعة تزيد عن 8 ميل/س (13 كم/س)سرعة ووفقًا لمتطلبات وكالة ترخيص السائقين والمركبات (دفلا) المتعلقة بدراجات سكوتر التنقل. اعتبارًا من 3 - 2010 تجري حاليًا مشاورة حكومية لتحديد كيفية مواءمة القانون مع تزايد استخدام الدراجات البخارية وما إذا كان ينبغي السماح بسرعات أعلى على الطرق واستبدال المصطلح القديم "النقل غير القانوني". ونظرًا للمخاوف بشأن قضايا السلامة وصعوبة مقاضاة المستخدمين غير المسؤولين بموجب القوانين الحالية ستنظر المشاورة أيضًا في إمكانية جعل تأمين الطرف الثالث إلزاميًا وفرض تدريب إلزامي للمستخدمين ومناقشة كيفية إخضاع مستخدمي دراجات السكوتر لتشريعات مرورية أوسع نطاقًا.
لأن الدراجات البخارية الكهربائية المتنقلة تندرج ضمن فئة المساعدات الطبية فقد يكون الأشخاص ذوو الإعاقة أو الأمراض المزمنة مؤهلين للإعفاء من ضريبة القيمة المضافة عند شرائهم لهذه المركبات. وإضافةً إلى ذلك تنص هيئة الإيرادات والجمارك على أن أي قطع غيار أو خدمات صيانة للسلع المشتراة ضمن الإعفاء الضريبي يجب أن تُباع بدون ضريبة القيمة المضافة. مع ذلك فإن القطع التي يمكن استخدامها لأغراض خاضعة للضريبة (مثل البطاريات) ليست معفاة من ضريبة القيمة المضافة.
لا تتطلب عربة ذوي الاحتياجات الخاصة من الفئة الثانية تسجيلًا. كما لا يُسمح لأشخاص دون سن الرابعة عشرة بقيادة عربات ذوي الاحتياجات الخاصة من الفئة الثالثة، إذ يجب تسجيلها لدى وكالة ترخيص السائقين والمركبات (دفلا) وتخضع لضريبة المركبات (ضريبة السيارات) مع العلم أن معدلها صفر.
أبلغت منظمة "ديسابشن إسيكس" اللجنة عن أربع وفيات ناجمة عن حوادث دراجات سكوتر متحركة خلال عام واحد في إسيكس وحدها. ومع ذلك لا توجد أدلة كافية تشير إلى تكرار حالات الوفاة بهذا الحجم على مستوى البلاد.
في كندا يُصنّف مستخدمو السكوتر المتحرك كمشاة وعلى هذا يُسمح لهم قانونيًا باستخدام الأرصفة للتنقل. كما يعتمد هذا التصنيف على قطر العجلة. مع ذلك يزن السكوتر المتحرك ما بين 70 إلى 80 كـغ (150 إلى 180 رطل) تقريبًا بدون السائق، وقد تُسبب بإصابات خطيرة أو الوفاة. ويجب على المستخدمين توخي الحذر أثناء القيادة حول المشاة على الأرصفة. إن القلق متزايد بل وحتى عدائي تجاه استخدام دراجات السكوتر المتحركة في المناطق الحضرية المزدحمة ويرتبط ذلك بتزايد العداء تجاه ذوي الإعاقة بوجه عام.
أعلن مجلس الشيوخ الأسترالي عن إجراء تحقيق بشأن سكوتر التنقل في عام 2017 بعد إصابة نانسي زوجة السياسي جون ويليامز بسبب أحدها.

## قواعد المرور لدراجات السكوتر المتحركة
في بعض المناطق يُسمح فقط للأشخاص ذوي الاحتياجات المعقولة باستخدام سكوتر التنقل (مثل أي حالة تُصعّب عليهم المشي). ويُعتبر مستخدمو سكوتر التنقل مشاة في معظم المناطق. فعند استخدام سكوتر التنقل يُتوقع من المستخدمين اتباع القواعد التالية:
- لا تعبر الطريق عند الدوارات.
- لا تقود سكوتر التنقل بسرعة تزيد عن 10 كم/ساعة.
- لا تبقى على الطريق لفترة أطول من اللازم.
- اتبع جميع قواعد المرور التي تنطبق على المشاة.
- اعبر الطريق عبر أقصر طريق وأكثرها أمانًا.
- لا تستخدم سكوتر التنقل تحت تأثير أي مادة.

## الملاحظات
1. ↑  الأجزاء والملحقات: "لا ينطبق إعفاء ضريبة القيمة المضافة على العناصر ذات الاستخدام العام مثل البطاريات حتى لو اشتروها لاستخدامها في المعدات التي قاموا بشراؤها وهي معفاة من ضريبة القيمة المضافة."[4]